# Meta Brevoort
Pour les articles homonymes, voir Brevoort.
Margaret Brevoort (généralement appelée Meta Brevoort ou Miss Brevoort), née à New York le 8 novembre 1825 et morte à Dorking (Grande-Bretagne) le 19 décembre 1876, est une alpiniste américaine. Elle est l'une des premières femmes à pratiquer cette discipline, réalisant de nombreuses premières ascensions.

## Biographie

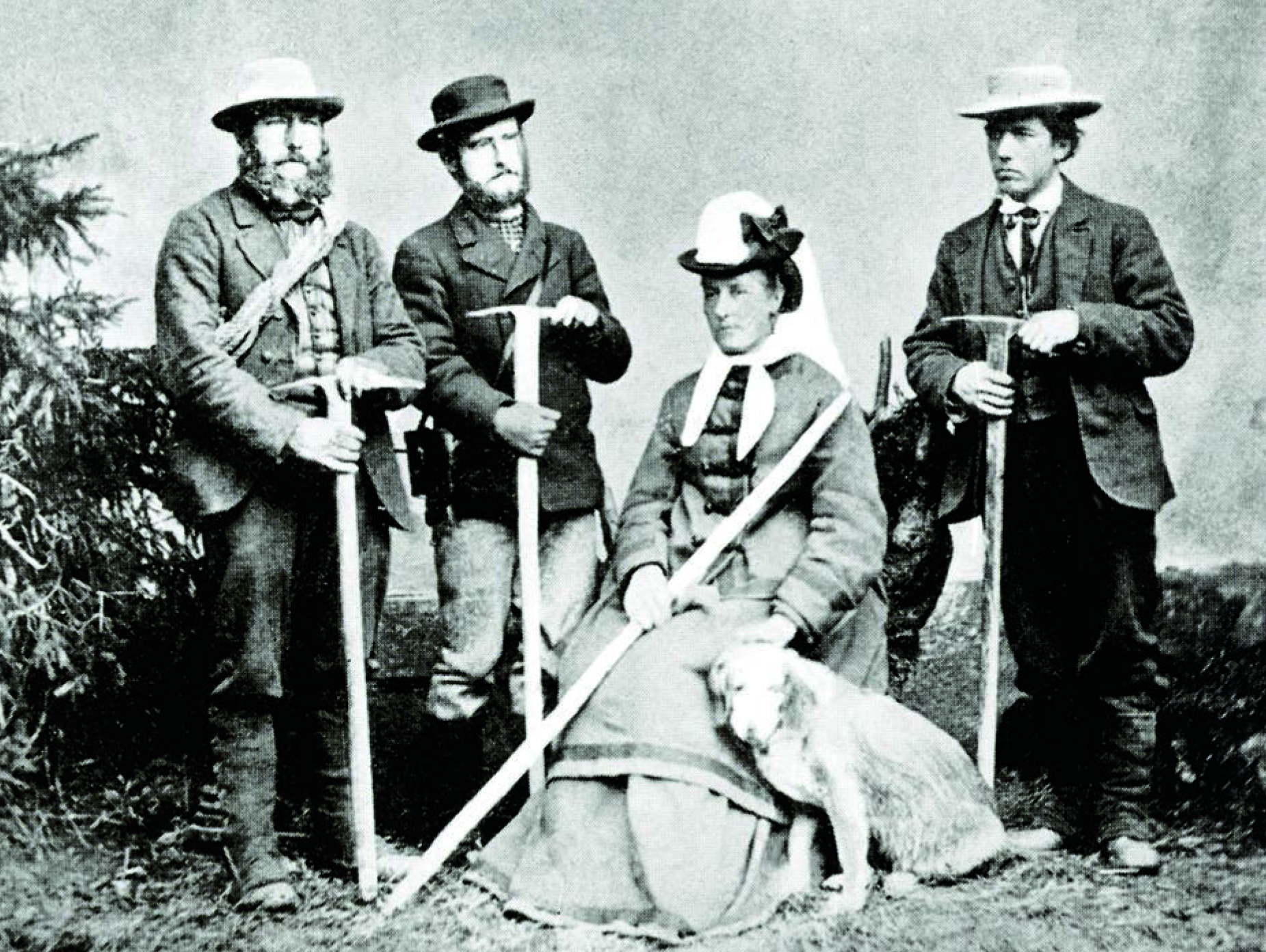
Margaret Claudia Brevoort, entourée de Christian Almer, Ulrich Almer et William Auguste Coolidge

Margaret Claudia Brevoort, née à New York en 1825, avait une sœur, Elisabeth Neville, à qui elle était très attachée, allant jusqu'à s'installer chez elle. Le fils d'Elisabeth est l'alpiniste et historien de l'alpinisme William Auguste Coolidge. En 1864, l'état de santé de ce dernier inspirant des inquiétudes, elle l'emmène prendre l'air de la montagne en Suisse et en France. Elle l'initie à l'alpinisme et ils deviennent fidèles partenaires de cordée. En 1868, elle engage Christian Almer, guide de montagne à Grindelwald. Avec ce dernier, ils effectuent de nombreuses premières dans les Alpes occidentales et centrales en particulier durant l'âge d'or de la conquête des Alpes dans les années 1860-1870.
L'ambition de Miss Brevoort était de réaliser des premières ascensions, premières hivernales et premières féminines, étant en concurrence avec Lucy Walker et Isabella Straton. En 1871, au Cervin, elle est ainsi devancée de quelques jours par Lucy Walker.  Elle réussit en revanche les premières féminines des Grandes Jorasses, de la Jungfrau, du Weisshorn, de la dent Blanche, du Bietschhorn, du Mönch, de l'aiguille de Blaitière, etc. Le pic principal de la Grande Ruine (3 765 mètres) dans le massif des Écrins dont elle réalise la première ascension le 19 juillet 1873, est nommé en son honneur pointe Brevoort. Sur l’itinéraire de cette course se trouve le refuge Adèle Planchard, autre personnalité féminine associée au milieu de la montagne.

## Premières ascensions
- 28 juin 1870 : pic Central de la Meije (3 973 m) avec W.A.B. Coolidge et leurs guides Christian Almer, Ulrich Almer et Ch. Gertsch
- 1871 - Fusshorn (3 701 m)
- 14 juillet 1871 : arête ouest-sud-ouest de l'Eiger avec W. A. B. Coolidge, Christian Almer, Ulrich Almer et C. Bohren[2]
- 11 juillet 1873 : première du Râteau avec W. A. B. Coolidge, Christian Almer, Peter Michel, Peter Bleuer et Christian Roth
- 19 juillet 1873 - Grande Ruine avec W. A. B. Coolidge, Christian Almer (père), Peter Michel (fils)
- 14 janvier 1874 - hivernale du Wetterhorn avec W. A. B. Coolidge, Christian et Ulrich Almer et 3 porteurs.
- 1874 - hivernale de la Jungfrau avec W. A. B. Coolidge, Christian et Ulrich Almer
- 2 juillet 1874 : première de l'arête nord du mont Pourri avec W. A. B. Coolidge et Christian Almer